# Олбанська мова
«Олба́нська» або «албанська» чи «падонкіфська» мова — іронічний термін російськомовної мережевої субкультури для позначення специфічного мережевого жаргону, що сформувався у 2000-ні роки на базі жаргону так званих «падонкаф». Популярна репліка рос. «Учи албанский!» (Вчи албанську!) часто вживається у ширшому значенні, вказуючи на необізнаність співрозмовника зі сленгом, на якому обговорюється предмет дискусії, чи з предметом дискусії.
Вперше «изык албанскай» з'явився у 1916 у футуристичній трагедії Іллі Зданевича «Янко крУль албАнскай», пародія на патетичну панславістичну книгу Янка Лавріна «В стране вечной войны. Албанские эскизы».

## Історія
Спочатку такий жаргон вживався лише у вузькому колі «падонків», які групувалися навколо сайтів fuck.ru і Udaff.com. Для стилю «падонків» характерні провокація, епатаж, постійне вживання у текстах нецензурної лексики, навмисне спотворення орфографії (див. «Манифезд антиграматнасти»). Згодом елементи жаргону та стилю поведінки «падонків» стали широко використовуватися і на інших російськомовних інтернет-форумах, блоґах, чатах тощо.
Походження терміна «албанська мова» пов'язане з флешмобом, влаштованим у Живому журналі у жовтні 2004 р., коли англомовний користувач scottishtiger залишив провокаційні коментарі до російськомовного допису у журналі користувача onepamop. scottishtiger запропонував писати англійською, оскільки він не розуміє цього тексту, «а ви усі двомовні і можете писати англійською, і взагалі усі іноземці мають обслуговувати американців». Серед інших відповідей були й такі, що цей текст начебто написаний албанською мовою, і тому scottishtiger має вивчити албанську. Після цього onepamop організував флешмоб під назвою «Уроки „албанского русского“», під час якого журнал scottishtiger-а було закидано коментарями з вимогою «вчити албанську».
Згодом, «олбанською» мовою стали називати саме специфічний мережевий жаргон з «альтернативною» орфографією (аффтар, кросавчег, фтоппку, йад) та стереотипними репліками, який на той час став уже досить популярним у російськомовних блоґах Живого журналу.

## Використання та тлумачення
Вживання специфічного жаргону та демонстративне заперечення офіційних норм правопису підкреслює особливий неформальний характер віртуального мережевого спілкування, норми та звичаї якого є значно більш вільними та ексцентричними порівняно з листуванням чи спілкуванням у реальному житті, а також позначає дистанцію між реальною та віртуальною особистістю автора. Водночас, модифіковане написання нецензурних слів та виразів може певною мірою пом'якшувати шоковий ефект від використання табуйованої лексики та епатажного стилю поведінки. Стереотипні репліки та словосполучення можуть розглядатися також як інтернет-меми
Стереотипні запитання-«меми» часто надсилають державним діячам та іншим відомим персонам, які влаштовують інтернет-конференції. Наприклад, тисячі користувачів бажали задати Володимиру Путіну та Нурсултану Назарбаєву запитання про «пробудження Ктулху», використання в Росії «величезних людиноподібних роботів» і «патч для KDE під FreeBSD».
Першому віце-прем'єру уряду Росії Дмитру Медведєву під час інтернет-конференції на початку 2007 р. надійшло запитання від «лорда Медвєда з Бабруйська» про необхідність вивчення в школі «олбанської мови». У відповідь Медведєв заявив, що «альтернативна російська мова», яка сформувалася у мережі, має право на існування і контролювати це явище неможливо.
«Олбанський» стиль спілкування пародіюється у книгах сучасних російських письменників, зокрема у творах Віктора Пєлєвіна «Шлем ужаса» (2005), де філософські ідеї формулюються у вигляді «Фсе сделано изтово кто смотрет. Потому что издругово это сделать нельзя», та «Empire V» (2006), герой якого пише вірша «по-олбанськи» у стилі Тютчева:
…Ты щаслеф. Ветир мньот валосья,

Литит салома тибе ф морду.

Но биригис. Твой след ф навози 

Уж уведал Начальнег Морга.
зауважуючи при цьому, що «олбанська була ще зовсім молодою, але вже мертвою мовою».

## Українські аналоги
Для стереотипних «падонківських» реплік були запропоновані українські відповідники; різні варіанти «українсько-олбанського» або «українсько-падонкавського» лексикону хоч і широко цитувалися в Інтернеті, але сприймалися переважно лише як зразки українського гумору.
Через відмінності між російськими та українськими нормами вимови, слова, спотворені на «падонківський» манер, виглядають в українському тексті схожими на русизми чи елементи суржику. У багатьох україномовних блоґах і форумах вживаються різноманітні форми суржику, що містять значну кількість русизмів, а також російськомовні вставки, записані українськими літерами, нецензурна лексика і інші елементи ігор з мовою та орфографією. У таких випадках, окрім можливого впливу російського мережевого жаргону, варто враховувати і традицію стилізаційного використання суржика в українській літературі (наприклад, у популярних п'єсах Леся Подерв'янського, де часто вживається суржик і ненормативна лексика, чи оповіданнях Богдана Жолдака із серії «Прощавай, суржику!»). Відомий «журнал Братана», записи з якого вийшли окремою книгою під назвою «Пісьма братана», хоч і написаний українськими літерами, але складається з практично повністю російськомовних текстів у примітивістському стилі, дещо схожому на «падонківський»: «Я тока вот щяс врубілся, шо література ета нє толька Бунін, Лєнін і Єсенін, ета їщьо і чіста нармальний пацан может раздупліцца і напісать».

## Словники «олбанської» мови
- Приложение:Словарь падонкаф (рос.)